# Travagliato
Travagliato là một đô thị thuộc tỉnh Brescia trong vùng Lombardia ở Ý. Đô thị này có diện tích 17 km², dân số thời điểm 31 tháng 12 năm 2004 là 11.761 người.
Đô thị này giáp với các đô thị sau: Berlingo, Castegnato, Cazzago San Martino, Lograto, Ospitaletto, Roncadelle, Rovato, Torbole Casaglia.